# Onthophagus medvedevi
Onthophagus medvedevi là một loài bọ cánh cứng trong họ Bọ hung (Scarabaeidae).